# Vespomima nigrotaenia
Vespomima nigrotaenia är en tvåvingeart som beskrevs av Günther Enderlein 1927. Vespomima nigrotaenia ingår i släktet Vespomima och familjen fläckflugor. Inga underarter finns listade i Catalogue of Life.